# Chalcasthenes divinus
Chalcasthenes divinus är en skalbaggsart som beskrevs av S. Endrödi 1971. Chalcasthenes divinus ingår i släktet Chalcasthenes och familjen Dynastidae. Inga underarter finns listade i Catalogue of Life.